# トレスタ白山アイスアリーナ

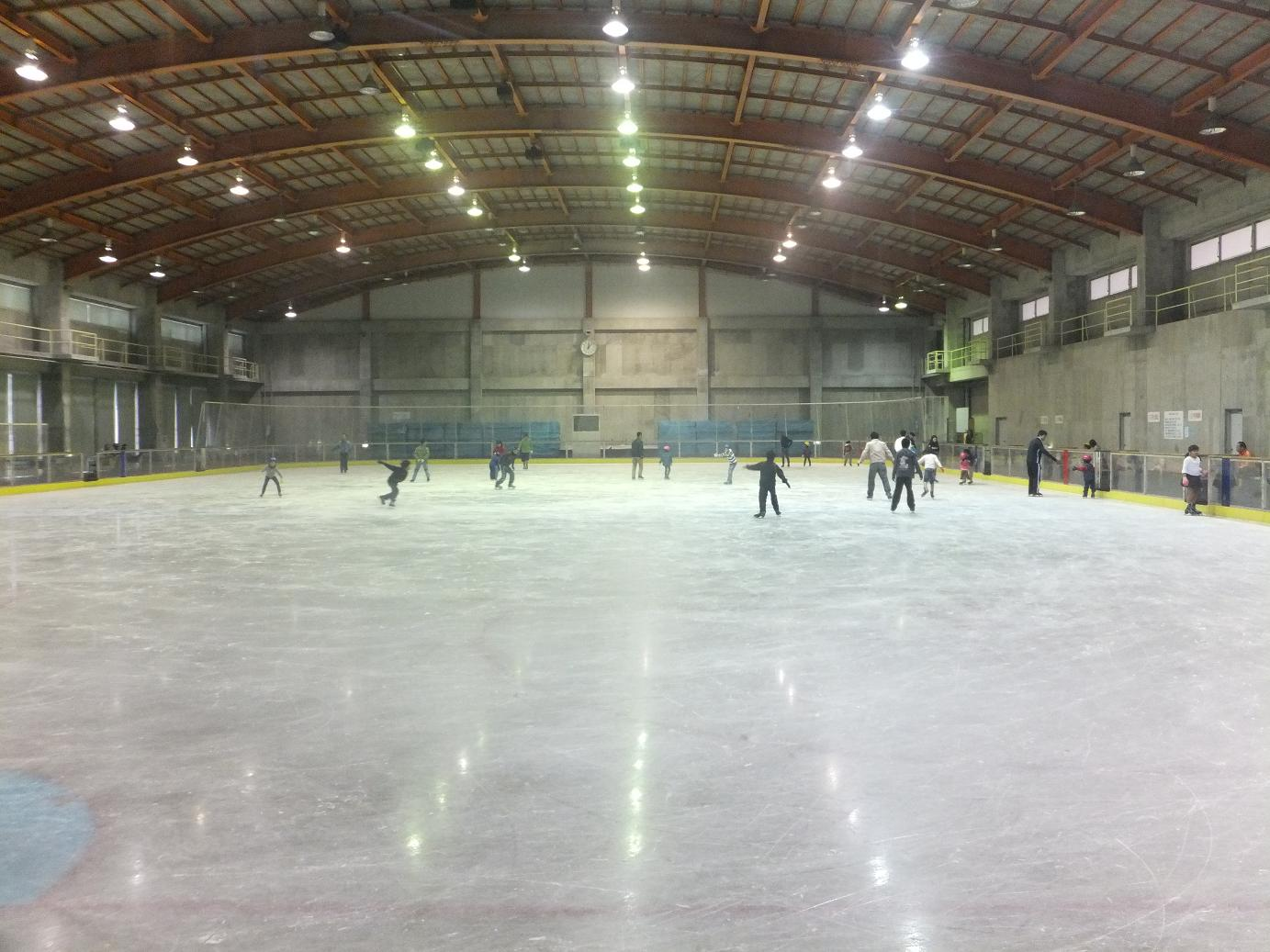
リンク

トレスタ白山アイスアリーナ（トレスタしらやまアイスアリーナ）は、香川県木田郡三木町にあるアイススケートリンク。
トレスタ白山（宿泊施設）に併設されており、同敷地内には他にテニスコートや屋外レジャープールがある。
1997年、香川厚生年金健康福祉センターウェルサンピアさぬきアイスアリーナとしてオープンしたが、2007年に社会保険庁の年金健康施設整理計画で穴吹ハートレイに売却され、「サーパススポーツセンターアイスアリーナ」としてリニューアルオープンした。しかし、2009年に親会社の穴吹工務店とともに穴吹ハートレイが経営破綻したため、2010年に高松市の旅館業の喜代美山荘に売却され、同年12月1日より新体制での営業となり「ヴィラ讃岐アイスアリーナ」に名称変更、2011年2月1日に現名称に変更された。
アイスホッケークラブチーム・香川アイスフェローズのホームアリーナである。

## 施設概要
リンク
- 30m×60m

設備
- 軽食コーナー、採暖室、更衣室、ロッカー

## 主に使用される行事
- アイスホッケー公式戦
  - Jアイス・ウエスト・ディビジョン
  - Jアイス・プレーオフ
  - 西日本選抜リーグ戦
  - 冬季国民体育大会四国予選

## 交通アクセス
- 高松琴平電気鉄道長尾線 白山駅下車すぐ